# BR-495
De BR-495 is een federale weg in de deelstaat Rio de Janeiro in het zuidoosten van Brazilië. De weg is een verbindingsweg tussen Teresópolis en Petrópolis. De weg heeft een lengte van ongeveer 33,4 kilometer.

## Aansluitende wegen
- BR-116 bij Teresópolis
- BR-040 bij Petrópolis